# کاتی بریمان
کاتی بَریمان (فنلاندی: Kati Bergman؛ زادهٔ ۱۲ دسامبر ۱۹۵۹) خواننده، نوازندۀ پیانو، بازیگر فنلاندی و مجری رادیو و تلویزیونِ اولا است. او با با خوانندهٔ فنلاندی Jukka Tapio Karjalainen ازدواج کرده‌است.
بَریمان به دلیل میزبانی در برنامه‌های Euroviisut (آهنگهای هیت فنلاندی برای رقابت در مسابقه آواز یوروویژن)، Rockradio و Mutapainin ystävät مشهور است.